# 블루믹스
IBM 블루믹스(IBM Bluemix)는 IBM이 개발한 클라우드 서비스형 플랫폼(PaaS)이다. 여러 프로그래밍 언어와 서비스들 및 클라우드에서 애플리케이션들을 빌드, 실행, 배치, 관리하기 위한 통합 데브옵스를 지원한다. 블루믹스는 클라우드 파운드리 개방형 기술 기반이며 소프트레이어 인프라스트럭처에서 실행된다. 블루믹스는 여러 프로그래밍 언어를 지원하는데 이를테면 자바, Node.js, Go, PHP, 스위프트, 파이썬, Ruby Sinatra, 루비 온 레일즈 등이 있으며 스칼라와 같은 다른 언어들을 지원하도록 확장 가능하다. (빌드팩을 사용하여).
각기 다른 장소에 위치한 사람들을 이루는 팀 하나가 초기 개념에서 대중화되기까지 블루믹스를 만드는데 단지 18개월이 소요되었다. 2014년 2월에 퍼블릭 베타로 발표되었으며 6월에 대중에게 정식 공개되었다.
2017년 10월에
, IBM은 블루믹스 브랜드를 IBM 클라우드 브랜드로 병합한다고 발표하였다.

## 아파치 오픈휘스크를 사용한 서버리스
IBM 블루믹스는 IBM의 서비스형 함수(FaaS) 시스템 또는 서버리스 컴퓨팅 기능을 포함하며, 이는 IBM이 큰 기여를 한 아파치 오픈휘스크(OpenWhisk) 인큐베이터 프로젝트의 오픈 소스를 활용하여 빌드되었다.